# Javier Gómez-Navarro
Javier Gómez-Navarro Navarrete (Madrid, 13 de septiembre de 1945-Madrid, 28 de agosto de 2024) fue un político español, ministro de Comercio y Turismo entre 1993 y 1996, y presidente del Consejo Superior de Cámaras de Comercio entre 2005 y 2014, cuando fue sustituido por José Luis Bonet.

## Biografía
Casado con Amalia Montes del Pino, padres de Marta.
Estudió Ingeniería Química Industrial. En 1976 fue gerente de la Editorial Cuadernos para el Diálogo, en la que puso en marcha el nuevo proyecto de la revista semanal del mismo nombre, que apareció en 1978. Durante 1979 y 1983 desarrolló su actividad empresarial en la Editorial Tania, y continuó como editor de la revista Viajar, que él mismo fundó en 1978. En esta época ocupó el cargo de director gerente de la Fundación Ortega y Gasset. 
En 1980 promovió la constitución de la Feria Internacional del Turismo, de la que fue su secretario técnico hasta 1983, cuando asumió la presidencia de Viajes Marsans, una de las primeras agencias de viajes de España. En 1985 participó en la creación del Club de Empresarios. 
Entre 1987 y 1993 ocupó el puesto de Secretario de Estado para el Deporte. Durante esta etapa, se elaboró la Ley del Deporte de 1989, que convirtió en sociedades anónimas los clubes de fútbol y baloncesto. Jugó un importante papel en la organización de los Juegos Olímpicos de Barcelona 1992, como vicepresidente del Comité Organizador. Durante su mandato al frente del Consejo Superior de Deportes, se creó la Comisión Nacional contra la Violencia en el Deporte, la Comisión Nacional Antidopaje, nacieron cinco nuevos INEF y se puso en marcha el Plan MEC para la construcción de instalaciones deportivas en los centros escolares. 
Entre 1990 y 1993 contribuyó a la formación del Consejo Iberoamericano del Deporte (CID), conjuntamente con representantes de organismos deportivos gubernamentales de Iberoamérica, entre los cuales podemos mencionar a José Guandique Escobar, de El Salvador; Julio Riuthort, de Chile; José Napoleón Domínguez Arias, de la República Dominicana.
Más tarde, en 1993 asumió el cargo de Ministro de Comercio y Turismo, que ocupó hasta 1996. Durante su gestión, se aprobó la Ley de Comercio de 1996. 
En 2005 fue nombrado presidente de la empresa Aldeasa. En diciembre de 2007, fue elegido patrono del Teatro Real.

## Polémica
El 9 de octubre de 2008, en el transcurso de un desayuno informativo del Forum Nueva Economía, Gómez-Navarro criticó que el espíritu emprendedor sea escaso en España y puso como ejemplo que las madres, normalmente, quieran que sus hijos sean abogados del Estado. En cambio, puntualizó que, en el caso de las madres con hijos homosexuales, estas prefieren que sean diplomáticos, "para que estén lejos".

## Premios, reconocimientos y distinciones
- Gran Cruz de la Real Orden del Mérito Deportivo, otorgada por el Consejo Superior de Deportes (1998).